# Европейска асоциация на комуникационните агенции
Европейската асоциация на комуникационните агенции (ЕАКА) е организация, която обединява рекламни и медия агенции в Европа. Целта на структурата е обмяната на опит на международно ниво. Тя осигурява важна връзка между агенции, рекламодатели и медии в Европа и по света, и участва активно в създаването на стандарти в много аспекти на бизнеса в цяла Европа.

## Обхват на дейност
ЕАКА обединява националните асоциации и обхваща всички водещи агенции в Европа, както и медия и здравни агенции.

## Седалище
Европейската асоциация на комуникационните агенции е базирана в Брюксел организация. Нейната мисия е да представлява агенциите за пълно рекламно обслужване и медия агенциите в цяла Европа.

## Форуми
ЕАКА организира Euro Effies, Cloud и Smart Data Summit.

## Бордът на ЕАКА
Бордът на ЕАКА се състои от 20 членове. Има най-малко по един представител от всеки от 5-те EAКА съвети, които са избирани на годишното общо събрание, провеждано през септември. Бордът ръководи дейността на Асоциацията. Настоящият президент на ЕАКА е Дейвид Патън – президент и главен изпълнителен директор на Grey Group EMEA.